# Élections professionnelles à La Poste
Tous les trois ans (mais l'intervalle peut atteindre quatre ans) , comme dans l'ensemble de la fonction publique française, des élections ont lieu à La Poste, afin que le personnel désigne ses représentants au sein des structures paritaires de l'entreprise publique postale : le Comité technique national, qui détermine la représentativité syndicale, dont l'élection la plus récente a eu lieu en 2018, les CAP, commissions administratives paritaires, pour le personnel fonctionnaire, et les CCP, commissions consultatives paritaires, pour le personnel contractuel. Le scrutin se fait à plusieurs niveaux : départemental, régional et national, et par "catégories" selon les classifications en vigueur à La Poste.
En 2024, en application de la loi imposant des comités sociaux et économiques (CSE) dans toutes les entreprises, La Poste organise les élections pour désigner les représentants du personnel à ces organes, qui « fusionnent plusieurs instances de représentation du personnel héritées du droit de la fonction publique et du droit du travail en une nouvelle instance unique relevant du droit du travail ».
Les élections au Conseil d'administration de La Poste ont lieu selon une périodicité quinquennale depuis 1991, selon des modalités différentes.
La participation aux élections professionnelles est un baromètre de représentativité qui permet aux syndicats de salariés de peser dans les négociations avec leurs employeurs.

## Les élections aux institutions paritaires

### Leur but
Les CAP ont un rôle important dans le déroulement des carrières professionnelles, puisqu'une partie de la promotion interne à l'entreprise transite devant elles : les listes d'aptitude pour l'avancement à un grade supérieur. Elles siègent également en conseils de discipline ou en commission de réforme. Les élections déterminent la représentativité de chaque organisation syndicale, pour la désignation des membres des CTP (Comités techniques paritaires), réunis pour chaque réorganisation importante. Au niveau de chaque établissement, les élections professionnelles permettent également d'établir le nombre des membres que chaque organisation syndicale est en droit de désigner pour siéger aux CHS-CT, Comités d'hygiène et sécurité et aux conditions de travail.
 Leur rôle est défini par le Statut de la fonction publique, adopté le 5 octobre 1946 par un vote unanime de l'Assemblée nationale constituante. Les sièges à pourvoir sont attribués selon le système de la représentation proportionnelle.

### Résultats des élections professionnelles aux instances "paritaires"

#### Au Comité technique national
Depuis 2011 les postiers votent pour élire leurs représentants appelés à siéger au Comité technique national. Les résultats de l'élection au Comité technique national déterminent la représentativité syndicale tant à l'échelon national, qu'aux autres instances de représentation du personnel et de dialogue social, dont les Comités d'hygiène et de sécurité et conditions de travail (CHSCT).
| Syndicat               | Syndicat               | 2011 18 octobre 2011 | 2011 18 octobre 2011 | 2011 18 octobre 2011 | 2014 1–4 décembre 2014 | 2014 1–4 décembre 2014 | 2014 1–4 décembre 2014 | 2018 3–6 décembre 2018 | 2018 3–6 décembre 2018 | 2018 3–6 décembre 2018 |
| Syndicat               | Syndicat               | Voix                 | %                    | Sièges               | Voix                   | %                      | Sièges                 | Voix                   | %                      | Sièges                 |
| ---------------------- | ---------------------- | -------------------- | -------------------- | -------------------- | ---------------------- | ---------------------- | ---------------------- | ---------------------- | ---------------------- | ---------------------- |
|                        | CGT                    |                      | 29,33 %              | 4                    |                        | 26,54 %                | 4                      | 32 853                 | 24,80 %                | 4                      |
|                        | SUD                    |                      | 22,25 %              | 3                    |                        | 20,17 %                | 3                      | 24 957                 | 18,84 %                | 3                      |
|                        | FO                     |                      | 18,17 %              | 3                    |                        | 19,97 %                | 3                      | 24 480                 | 18,48 %                | 3                      |
|                        | CFDT                   |                      | 18,14 %              | 3                    |                        | 22,51 %                | 3                      | 32 798                 | 24,76 %                | 3                      |
|                        | CFTC                   |                      | 4,71 %               | 1                    |                        | 9,71 %                 | 2                      | 8 850                  | 6,68 %                 | 1                      |
|                        | CGC                    |                      | 5,73 %               | 1                    |                        | 9,71 %                 | 2                      | 8 850                  | 6,68 %                 | 1                      |
|                        | UNSA                   |                      | 5,73 %               | 1                    |                        | 9,71 %                 | 2                      | 6 418                  | 4,84 %                 | 1                      |
|                        | CNT                    |                      | 1,65 %               | 0                    |                        | 1,10 %                 | 0                      | 989                    | 0,75 %                 | 0                      |
|                        | SDP                    | –                    | –                    | –                    | –                      | –                      | –                      | 1 124                  | 0,85 %                 | 0                      |
|                        |                        |                      |                      |                      |                        |                        |                        |                        |                        |                        |
| Suff. Exprimés         | Suff. Exprimés         | 169 531              | 92,49 %              |                      | 155 786                | 90,95 %                |                        | 132 469                | 89,73 %                |                        |
| Votes blancs           | Votes blancs           | 13 769               | 7,51 %               | 15 507               | 9,05 %                 | 15 155                 | 10,27 %                |                        |                        |                        |
| Total votants          | Total votants          | 183 300              | 100 %                | 15                   | 171 293                | 100 %                  | 15                     | 147 624                | 100 %                  | 15                     |
| Abstention             | Abstention             | 56 673               | 23,62 %              |                      | 55 191                 | 24,37 %                |                        | 54 480                 | 26,96 %                |                        |
| Inscrits/Participation | Inscrits/Participation | 239 973              | 76,38 %              | 226 484              | 75,63 %                | 202 104                | 73,04 %                |                        |                        |                        |

#### Aux CAP et CCP
Contrairement aux élections au CA de La Poste, quinquennales, qui n'existent que depuis la réforme des PTT de 1990, des élections professionnelles aux PTT (Administration d'État) ont lieu depuis les premières années du XXe siècle. Elles se sont déroulées après 1946 en application du Statut de la Fonction publique. Pour donner un aperçu large sur les grandes évolutions des forces syndicales à La Poste, il est possible de livrer les résultats des élections professionnelles à La Poste, pour des scrutins s'étant déroulé avant 1990. La Poste était alors une branche des PTT, et ceux-ci communiquaient aussi les résultats séparés des branches Poste et France Télécom depuis les élections professionnelles de mars 1974.

##### 1974–1990: Élections aux CAP à la Direction générale de la Poste (PTT)
| Syndicat               | Syndicat               | 1974    | 1974   | 1977    | 1977    | 1980    | 1980    | 1983    | 1983    | 1986    | 1986    | 1989    | 1989    |
| Syndicat               | Syndicat               | Voix    | %      | Voix    | %       | Voix    | %       | Voix    | %       | Voix    | %       | Voix    | %       |
| ---------------------- | ---------------------- | ------- | ------ | ------- | ------- | ------- | ------- | ------- | ------- | ------- | ------- | ------- | ------- |
|                        | CGT                    |         | 40,4 % |         | 41,29 % |         | 38,21 % |         | 34,97 % |         | 34,32 % |         | 35,37 % |
|                        | FO                     |         | 30,0 % |         | 28,55 % |         | 27,16 % |         | 25,78 % |         | 27,16 % |         | 22,67 % |
|                        | CFDT                   |         | 19,0 % |         | 20,40 % |         | 22,04 % |         | 25,80 % |         | 24,76 % |         | 23,12 % |
|                        | CFTC                   |         | 4,9 %  |         | 4,83 %  |         | 4,92 %  |         | 5,92 %  |         | 6,24 %  |         | 6,47 %  |
|                        | CGC                    |         | 1,7 %  |         | 1,48 %  |         | 1,15 %  |         | 0,95 %  |         | 0,72 %  |         | 0,66 %  |
|                        | CSL                    |         |        |         |         |         | 4,60 %  |         | 4,59 %  |         | 4,70 %  |         | 5,81 %  |
|                        | FNSA                   |         |        |         |         |         | 1,59 %  |         | 1,67 %  |         | 2,07 %  |         | 2,19 %  |
|                        | SUD                    |         |        |         |         |         |         |         |         |         |         |         | 4,50 %  |
|                        |                        |         |        |         |         |         |         |         |         |         |         |         |         |
| Suff. Exprimés         | Suff. Exprimés         | 173 719 | 100 %  | 183 617 | 100 %   | 212 415 | 93,13 % | 217 537 | 100 %   | 226 252 | 100 %   | 217 012 | 100 %   |
| Votes blancs           | Votes blancs           |         |        |         |         | 15 665  | 6,87 %  |         |         |         |         |         |         |
| Total votants          | Total votants          |         |        |         |         | 228 080 | 100 %   |         |         |         |         |         |         |
| Abstention             | Abstention             |         |        |         |         | 25 634  | 10,10 % |         |         |         |         |         |         |
| Inscrits/Participation | Inscrits/Participation |         |        |         |         | 253 714 | 89,90 % |         |         |         |         | 267 187 | 85,03 % |

##### 1990–2011: Élections aux CAP/CCP àLa Poste
| Syndicat               | Syndicat               | 1994    | 1994    | 1997    | 1997    | 2000    | 2000    | 2004    | 2004    | 2007 23 octobre 2007 | 2007 23 octobre 2007 | 2011 18 octobre 2011 | 2011 18 octobre 2011 |
| Syndicat               | Syndicat               | Voix    | %       | Voix    | %       | Voix    | %       | Voix    | %       | Voix                 | %                    | Voix                 | %                    |
| ---------------------- | ---------------------- | ------- | ------- | ------- | ------- | ------- | ------- | ------- | ------- | -------------------- | -------------------- | -------------------- | -------------------- |
|                        | CGT                    |         | 37,67 % |         | 34,76 % |         | 33,44 % |         | 34,81 % |                      | 32,90 %              |                      | 29,70 %              |
|                        | SUD                    |         | 12,11 % |         | 16,37 % |         | 18,72 % |         | 21,02 % |                      | 21,93 %              |                      | 22,97 %              |
|                        | CFDT                   |         | 17,26 % |         | 17,29 % |         | 17,42 % |         | 16,15 % |                      | 16,95 %              |                      | 18,56 %              |
|                        | FO                     |         | 21,87 % |         | 19,63 % |         | 17,53 % |         | 18,08 % |                      | 16,72 %              |                      | 18,21 %              |
|                        | CGC                    |         | 0,75 %  |         | 0,91 %  |         | 1,67 %  |         | 1,84 %  |                      | 2,64 %               |                      | 5,74 %               |
|                        | UNSA                   |         |         |         |         |         | 1,09 %  |         | 3,00 %  |                      | 3,63 %               |                      | 5,74 %               |
|                        | CFTC                   |         | 5,65 %  |         | 5,19 %  |         | 4,73 %  |         | 5,11 %  |                      | 5,19 %               |                      | 4,82 %               |
|                        | FNSA                   |         | 1,28 %  |         | 2,41 %  |         | 2,79 %  |         |         |                      |                      |                      |                      |
|                        | CSL                    |         | 2,87 %  |         | 3,41 %  |         | 2,61 %  |         |         |                      |                      |                      |                      |
|                        |                        |         |         |         |         |         |         |         |         |                      |                      |                      |                      |
| Suff. Exprimés         | Suff. Exprimés         | 238 159 | 94,15 % | 236 954 | 93,73 % | 225 205 | 92,40 % | 231 473 | 93,55 % | 207 199              | 91,86 %              | 171 215              | 91,20 %              |
| Votes blancs           | Votes blancs           | 14 799  | 5,85 %  | 15 846  | 6,27 %  | 18 525  | 7,60 %  | 15 947  | 6,45 %  | 18 357               | 8,14 %               | 16 515               | 8,80 %               |
| Total votants          | Total votants          | 252 958 | 100 %   | 252 800 | 100 %   | 243 730 | 100 %   | 247 420 | 100 %   | 225 556              | 100 %                | 187 730              | 100 %                |
| Abstention             | Abstention             | 49 387  | 16,33 % | 44 672  | 15,02 % | 58 258  | 19,29 % | 46 514  | 15,82 % | 53 825               | 19,27 %              | 53 330               | 22,12 %              |
| Inscrits/Participation | Inscrits/Participation | 302 345 | 83,67 % | 297 472 | 84,98 % | 301 988 | 80,71 % | 293 934 | 84,18 % | 279 381              | 80,73 %              | 241 060              | 77,88 %              |

##### Depuis 2014: Élections aux CAP et CCP àLa Poste
- 2014 - (élections : 1er - 4 décembre) - inscrits :  227 400 [10] ; participation : 75,72 %[11] ; votants : 172 187
  - résultats des CAP (compétentes pour les fonctionnaires[12]) :
    - inscrits : 112 207 ; taux de participation : 79,42 %
    - CGT : 26,28 % ; CFDT : 22,40 % ; SUD : 21,39 % ; FO : 19,38 % ; CGC - UNSA - CFTC : 10,55 %

  - résultats des CCP (compétentes pour les salariés et agents contractuels de droit public[13]) :
    - inscrits : 115 193 ; taux de participation : 72,15 %
    - CGT : 27,31 % ; CFDT : 22,65 % ; FO : 20,54 % ; SUD : 19,76 % ; CGC - UNSA - CFTC : 9,73 %

#### Au Comité social et économique (CSE) en 2024
Du 9 au 14 octobre 2024 ont eu lieu les élections aux 32 comités sociaux et économiques, nouvelles instances représentatives, créées à La Poste.
Les résultats du 1er tour ont donné les résultats suivants,. Les pourcentages officiels, pondérés aux seuls syndicats représentatifs, sont suivis de ceux ( ) sur l'ensemble des suffrages.
- Inscrits : 165 000[17]
- votants : 106 993 (participation : 64,74 %)[18].
- bulletins blancs et nuls : 5 %
- suffrages exprimés : non publiés.
- CFDT : 23 016 voix soit 26,07 % (22,7 %)
- CGT : 20 890 voix soit 23,67 % (20,59 %)
- FO : 19 160  voix soit 21,71 % (18,89 %)
- SUD : 16 293 voix soit 18,46 % (16,04 %
- CFE-CGC : 8 911 voix soit 10,10 % (8,79 %)
- CFTC : 5 271 voix, non représentatif (5,2 %)[19]
- autres : non connus ...

## Les élections au Conseil d'Administration (CA) de La Poste

### La désignation d'administrateurs parmi les "salariés"
Ayant lieu tous les cinq ans, les élections des administrateurs élus par le personnel au Conseil d'Administration de La Poste sont de nature différente de celles liées à la représentation du personnel dans les structures paritaires.
- Elles se déroulent au niveau national dans un périmètre électoral élargi aux personnels des filiales.
- Chaque organisation syndicale reconnue nationalement présente une liste unique de candidat, pour chacun des collèges électoraux.
- Elles sont en effet organisées en deux collèges. L'un regroupe les "Cadres", l'autre réunit les personnels non cadre. Ceci tant dans la maison-mère que dans les filiales.
- Cette distinction est définie parmi le statut de La Poste : un des 7 sièges attribués aux administrateurs élus par les personnels est dévolu à l'encadrement.

En tenant compte de ces différences, la lecture comparée, depuis vingt ans, des résultats des deux types d'élections, amène à y discerner les mêmes tendances fortes. L'une d'elles reproduit au niveau professionnel, des évolutions constatées au niveau des élections politiques : la hausse de l'abstention. En cela les élections à La Poste ne diffèrent pas non plus, des élections professionnelles, telles qu'en rendent compte les statistiques annuelles du Ministère de l'Emploi
Le scrutin du 16 novembre 2010, analysé ici, confirme cette progression de l'abstention. Celle-ci toutefois demeure moindre que dans la plupart des autres secteurs d'activité économique.
- La participation électorale se situait à  86,2 % en 1991, lors des premières élections suivant l'éclatement des PTT[22]. En 2010, elle est de 71,7 %. Elle était de 77,7 % en 2005. Ces chiffres qui concernent l'ensemble groupe La Poste recouvrent des évolutions contrastées.
  - La participation est en 2010 de 75,3 % parmi les personnels de la "maison Mère". Le chiffre correspondant en 2005 était de 80,7 %[23]. La baisse y est de - 5,4 %.
  - La participation du personnel des filiales était de 32,7 % en 2005, Elle est de 36,7 % en 2010, c'est-à-dire en hausse de + 4 %.

### Les résultats des élections au CA deLa Poste
- Tableau récapitulatif, sur l'ensemble du groupe (maison-mère et filiales) tous collèges (cadres et non cadres) confondus : les organisations syndicales y sont placées selon l'ordre occupé par elles lors de chaque scrutin[24].

| Année | inscrits | votants | partici- pation en % | votes annulés en % | exprimés | CFDT en % | CGT en %  | FO en %   | SUD en %  | CFTC/CFE-CGC en % |                 |           |      |
| 2020  | 221 451  | 112 785 | 50,93                | -                  | 102 067  | 25,08     | 23,96     | 19,29     | 18,25     | 13,42             |                 |           |      |
| Année | inscrits | votants | partici- pation en % | votes annulés en % | exprimés | CGT en %  | CFDT en % | SUD en %  | FO en %   |                   | CGC en %        | CFTC en % | -    |
| 2015  | 247 055  | 153 451 | 62,11                | 7,11               | 135 870  | 26,47     | 22,56     | 20,11     | 19,46     |                   | 6,46            | 4,95      |      |
| Année | inscrits | votants | partici- pation en % | votes annulés en % | exprimés | CGT en %  | SUD en %  | CFDT en % | FO en %   |                   | CGC + UNSA en % | CFTC en % | -    |
| 2010  | 274 104  | 196 433 | 71,70                | 9,35               | 178 075  | 32,81     | 21,93     | 18,04     | 16,53     |                   | 6,00            | 4,68      |      |
| Année | inscrits | votants | partici- pation      | votes annulés      | exprimés | CGT en %  | SUD en %  | FO en %   | CFDT en % |                   | CFTC en %       | CGC en %  | UNSA |
| 2005  | 304 779  | 235 165 | 77,16                | 8,09               | 216 131  | 35,13     | 21,50     | 17,97     | 16,53     |                   | 5,28            | 3,59      | n.r. |
| Année | inscrits | votants | partici- pation      | votes annulés      | exprimés | CGT en %  | SUD en %  | FO en %   | CFDT en % |                   | CFTC en %       | CGC en %  | -    |
| 2000  | 312 412  | 244 777 | 78,35                | 8,01               | 225 193  | 34,45     | 20,82     | 18,87     | 18,22     |                   | 5,26            | 2,38      |      |
| Année | inscrits | votants | partici- pation      | votes annulés      | exprimés | CGT en %  | FO en %   | CFDT en % | SUD en %  |                   | CFTC en %       | CGC en %  | -    |
| 1995  | 314 802  | 266 597 | 84,91                | 5,75               | 251 256  | 39,14     | 21,99     | 17,30     | 14,38     |                   | 4,97            | 2,21      |      |
| Année | inscrits | votants | partici- pation      | votes annulés      | exprimés | CGT en %  | CFDT en % | FO en %   | CFTC en % |                   | CGC en %        | SUD       | -    |
| 1991  | 318 074  | 271 147 | 86,19                | 8,25               | 251 516  | 36,94     | 26,66     | 26,38     | 7,19      |                   | 2,92            | n.r.      |      |

- Les 7 administrateurs élus en décembre 2020 se répartissent ainsi : CFDT (2 sièges dont le siège cadre), CGT (2 sièges), FO (1 siège), SUD (1 siège), CFTC/CFE-CGC (1 siège). 
  - Ces élections propulsent pour la première fois la CFDT en tête des organisations syndicales dans le groupe La Poste[25]. La CGT poursuit son déclin et passe au 2e rang, toutes catégories confondues, des organisations syndicales, même si elle parvient à maintenir ses deux sièges non cadres (avec 30,85 %, en baisse de 1 point). FO ravit la 3e place du podium à SUD. Une liste de coalition CFTC-CGC obtient pour la 1re fois un siège au Conseil d'administration.
  - La participation à ces élections poursuit la baisse tendancielle constatées lors des précédents scrutins : 51 % en 2020, 62 % en 2015, 72 % en 2010[26], 77 % en 2005, 86 % en 1991.
- Les 7 administrateurs élus en novembre 2015 se répartissent globalement ainsi entre les différentes centrales syndicales[27] : 2 sont issus de la CGT (- 1 élu) qui demeure à la première place, 2 sont issus de la CFDT (+ 1 élu) qui devance en suffrages SUD (2 élus, sans changement), FO garde 1 élu.
  - La participation est en forte baisse par rapport à 2010 : - 9,49 %. Plus d'un tiers des électeurs n'ont pas voté. Elle baisse de 12,33 % chez le "non cadres", et de 1,74 % chez les cadres.
  - La CGT obtient 2 des 6 élus dans le collège "non cadre" (31,96 % des suffrages exprimés), SUD (24,96 %) en obtient 2, FO (19,45 %) et CFDT (18,38 %) obtiennent un élu chacune. Ce collège est numériquement en forte diminution par rapport à 2010 : - 28 618 électeurs.
  - Pour le collège "cadres", numériquement en augmentation, soit 59 180 électeurs (+ 1 569 par rapport à 2010), la CFDT (32,75 % des suffrages exprimés) obtient comme aux précédents scrutins le siège. Elle devance la CFE-CGC (19,79 %) et FO (19,47 %). Suivent la CGT (13,08 %), SUD (8,32 %)
  - Sur un périmètre différent (plus large) que les élections professionnelles paritaires de 2014 (voir supra), la représentativité des différents syndicats, et le rapport entre eux, sont sensiblement les mêmes.

- Les 7 administrateurs élus en 2010 se répartissaient, sans changement sur 2005, entre les quatre principaux syndicats présents à La Poste[28] : 3 sont issus de la CGT, 2 de SUD, 1 de la CFDT , 1 de FO.
  - Pour le collège "non cadre", la CGT (37,28 ¨% des suffrages exprimés) obtient 3 des 6 élus, SUD (25,10 %) en obtient 2, Force ouvrière (16,21 %) obtient 1 siège. La CFDT est à 15,07 %, la CFTC à 4,43 %, l'UNSA-CGC à 1,90 %.
  - Pour le collège "cadres", soit 57 612 électeurs (56 293 en 2005), la CFDT (28,01 % des suffrages exprimés)) obtient le siège, comme en 2005 (elle obtenait 25,12 %).
 Elle devance la liste CGC-UNSA (19,78 %, alors que la CGC seule obtenait 15,83 % des suffrages en 2005), la CGT (17,75 %, pour 19,32 % en 2005), Force ouvrière (17, 63 %, alors qu'elle était à 20,59 % en 2005), et SUD (11,25 %, contre 12,85 % en 2005)

## Sources
- Ministère des PTT (Direction générale de la Poste)
- La Poste (Direction du personnel et des ressources humaines, puis Direction des ressources humaines et des relations sociales)